# Цёккель, Вильгельм Иоганн Энгельбрехт фон
Вильгельм Иоганн Энгельбрехт фон Цёккель (Wilhelm Johann Engelbrecht von Zöckell; 1783—1840) — российский медик, доктор медицины, автор ряда научных трудов; коллежский асессор.

## Биография
Родился 24 мая 1783 года в Мергофе в Лифляндии; двоюродный брат Александра Вильгельма Иоганна фон Цёкелля. Первоначальное образование получил в Рижской соборной школе (Domschule), по окончании курса которой Вильгельм Иоганн Энгельбрехт фон Цёккель приехал в Санкт-Петербург, где изучал медицину; затем он отправился за границу, где жил довольно долгое время, продолжая совершенствоваться в своей специальности.
Летом 1808 года фон Цёккель был удостоен степени доктора медицины Вюрцбургского университета и поселился в городе Риге, где и занимался врачебной практикой.
В 1828 году Вильгельм Иоганн Энгельбрехт фон Цёккель уехал в свое имение Адзель-Шварцгоф, где и умер 9 августа 1840 года.
Его заслуги были отмечены орденом Святого Владимира 4-й степени и чином коллежского асессора.
Цёккель состоял членом Московского общества естествоиспытателей и Рижского литературного союза. (Lit. prakt. Bürgerverbindung).
Вильгельм Иоганн Энгельбрехт фон Цёккель известен следующими своими сочинениями: 
- «Anleitung zur Erkenntniss und Behandlung der gewöhnlichsten Krankheiten der lievländischen Bauern für lievländische Gutsbesitzer». Riga 1821; второе изд. — 1828; третье — 1845 год;
- «Ende von Dr. К. B. Sommer Krankheitsgeschichte» в «Russ. Samml. f Naturw. u. Heilkunst», изд. Crichton, Rehmann u. Burdach. ч. II.
- «Das Trockenlegen der Moore und Sümpfe» в «Lievländischen Jahrbüchern der Landwirthschaft» часть II, отд. III, стр. 20—29[3][4].